# Choroby autoimmunologiczne
Choroby autoimmunologiczne, choroby autoimmunizacyjne – grupa chorób, w których układ immunologiczny (odpornościowy) organizmu niszczy własne komórki i tkanki. U podłoża chorób autoimmunologicznych leży proces nazywany autoimmunizacją.
Choroby autoimmunologiczne spowodowane są błędami w uzyskiwaniu kompetencji przez limfocyty w narządach limfatycznych. Przez barierę szpikową przechodzą limfocyty nieposiadające właściwych antygenów zgodności tkankowej. Efektem takiej dysfunkcji jest atakowanie własnych komórek, uznawanych przez układ odpornościowy za ciała obce.

## Przykłady chorób autoimmunologicznych
Przykładowe choroby autoimmunologiczne (autoimmunizacyjne):
- choroby układowe tkanki łącznej: toczeń rumieniowaty układowy, twardzina, układowe zapalenia naczyń, reumatoidalne zapalenie stawów, reaktywne zapalenie stawów, zesztywniające zapalenie stawów kręgosłupa, łuszczycowe zapalenie stawów, zespół Sjögrena
- nieswoiste zapalenia jelit: wrzodziejące zapalenie jelita grubego, choroba Crohna
- choroby tarczycy: zapalenie tarczycy Hashimoto, choroba Gravesa-Basedowa
- choroby nadnerczy: choroba Addisona
- choroby neurologiczne: miastenia, stwardnienie rozsiane, ostre rozsiane zapalenie mózgu i rdzenia
- choroby skóry: bielactwo nabyte (podejrzewane)[1], łuszczyca, łysienie plackowate
- niedokrwistość Addisona-Biermera
- sarkoidoza
- cukrzyca typu 1 (insulinozależna)